# Łódźghettoen
Łódźghettoen (tysk: Ghetto Litzmannstadt, jiddisch: לאדזשער געטאvar (tr. Lodżer geto)) var en ghetto oprettet af de nazistiske okkupationsmyndigheder i Łódź for jøder og romaer. Ghettoen var i funktion fra begyndelsen af 1940, hvor jøder blev tvangsforflyttet fremtil den endelige rydning i eftersommeren 1944, hvor så godt som alle var udryddet. De fleste af de internerede kom fra Łódźområdet. Ghettoen var en af de største og længst eksisterende i det tredje rige.

## Historie
Forberedelserne til at oprette ghettoen begyndte i oktober 1939 efter initiativ fra Friedrich Übelhör, guvernøren for det tyskbesatte Kalisz-Łódź-distrikt. Den 8. februar 1940 blev ghettoen åbnet efter ordre fra Johann Schäfer, i byområderne Stare Miasto og Bałuty, som havde en jødisk befolkning på 40 % – 70 %. Ghettoen havde, til at begynde med, et areal på 4,13 km², som blev formindsket til 3,82 km² i 1942. Befolkningstætheden var enorm. I 1942 boede der 42.587 mennesker per 1 km².
I begyndelsen befandt 160.000 jøder sig i ghettoen. Fra 17. oktober til 4. november 1941 blev omkring 40.000 jøder, fordrevet fra Østrig, Tjekkiet, Luxembourg og Tyskland, transporteret til ghettoen, og fra 7. december 1941 til 28. august 1942 ankom omkring 18.000 jøder fra de nedlagte ghettoer i Reichsgau Wartheland.
I andre ghettoer i det tyskbesatte Polen fandtes muligheder for kontakt mellem den jødiske befolkning i gettoen og den ikke-jødiske befolkning uden for, og i praksis kunne mad og andre varer smugles ind. I Łódź var dette praktisk talt umuligt, da enhver kontakt var forbudt. Ghettoens grænser blev yderligere afpatruljeret af tyske politienheder. Inde i ghettoen blev et jødisk politi oprettet for at hindre jøder i at flygte. Enhver jøde, som befandt sig udenfor ghettoen, kunne blive skudt på stedet. Det samme gjaldt for personer, der hjalp jøderne. Ghettoens indbyggere var derfor fuldstændig afhængig af maden, medicinen og andre dagligvarer, der blev leveret af de tyske myndigheder.
Til trods for isolationen og de vanskelige forhold organiserede jøderne i ghettoen en egen administration, skolesystem, post, helse- og socialtjeneste.
Ghettoen rummede 117 fabrikker, værksteder og varehuse, som producerede for tyskerne. I 1941 indbragte ghettoens industriproduktion over 16 millioner Reichsmark, udbetalt af tyskerne i form af slaveløn.
Nedlæggelsen af Ghetto Litzmannstadt begyndte den 23. juni 1944. Frem til den 14. juli sendte nazisterne over 7.000 jøder til Chełmno udryddelseslejr. Fra 9. til 29. august blev omkring 70.000 jøder sendt til Auschwitz-Birkenau. Den sidste transport fandt sted 29. august 1944.
Da Ghettoen blev befriet af sovjetiske tropper den 19. januar 1945, var kun 877 i live, heraf 12 børn. I alt overlevede kun 10.000 af de 204.000 jøder, som var igennem Łódźghettoen gennem krigen. Samtlige romaer var udryddet.
Der var 877 jøder tilbage af de mere end 245.000, der var interneret i ghettoen siden åbningen i 1939